# 小行星1808
小行星1808（1808 Bellerophon）是一颗主带小行星，由科内利斯·約翰內斯·萬·豪敦、湯姆·赫雷爾斯和英格麗·萬·豪敦-格勒內費爾德在1960年9月24日发现于帕洛马山天文台。
該小行星以希腊神话的英雄柏勒洛丰命名。